# Snow (应用)
SNOW是由韩国Naver旗下公司Camp Mobile开发的照片分享多媒体移动應用程序。程序的一大特色是借助擴增實境和照片滤镜实现的虚拟贴纸功能。经由该软件发出的图像和消息限时阅读。

## 背景
2015年9月，Camp Mobile推出Snow。公司与防弹少年团和TWICE等韩国艺人合作推广自拍贴纸。
2016年，应用从Camp Mobile分拆，成立独立公司Snow Corp。
2018年，Snow公司获得软银集团和红杉资本中国5000万美元投资，计划利用投资开发增强现实和面部识别技术。

## 特性
用户可以使用Snow拍摄照片或视频（视频最长10秒），并从内置的1300款貼圖和50款滤镜中选择，並且能夠輕鬆的套用切換。用户可以选择让经由该软件发出的消息在48小时后自动删除。视频也可储存为GIF格式。《商业内幕》认为，应用程序的功能抄袭了Snapchat。